# Fischsilber

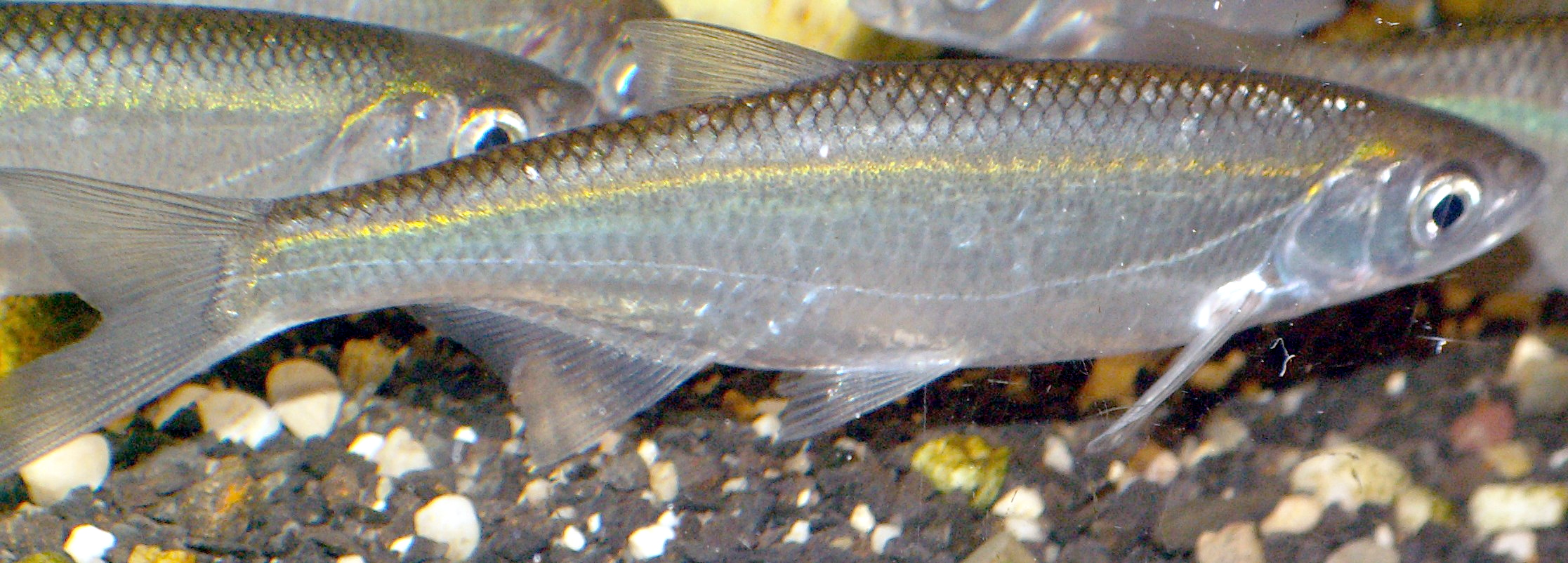
Weißfische (Ukelei)

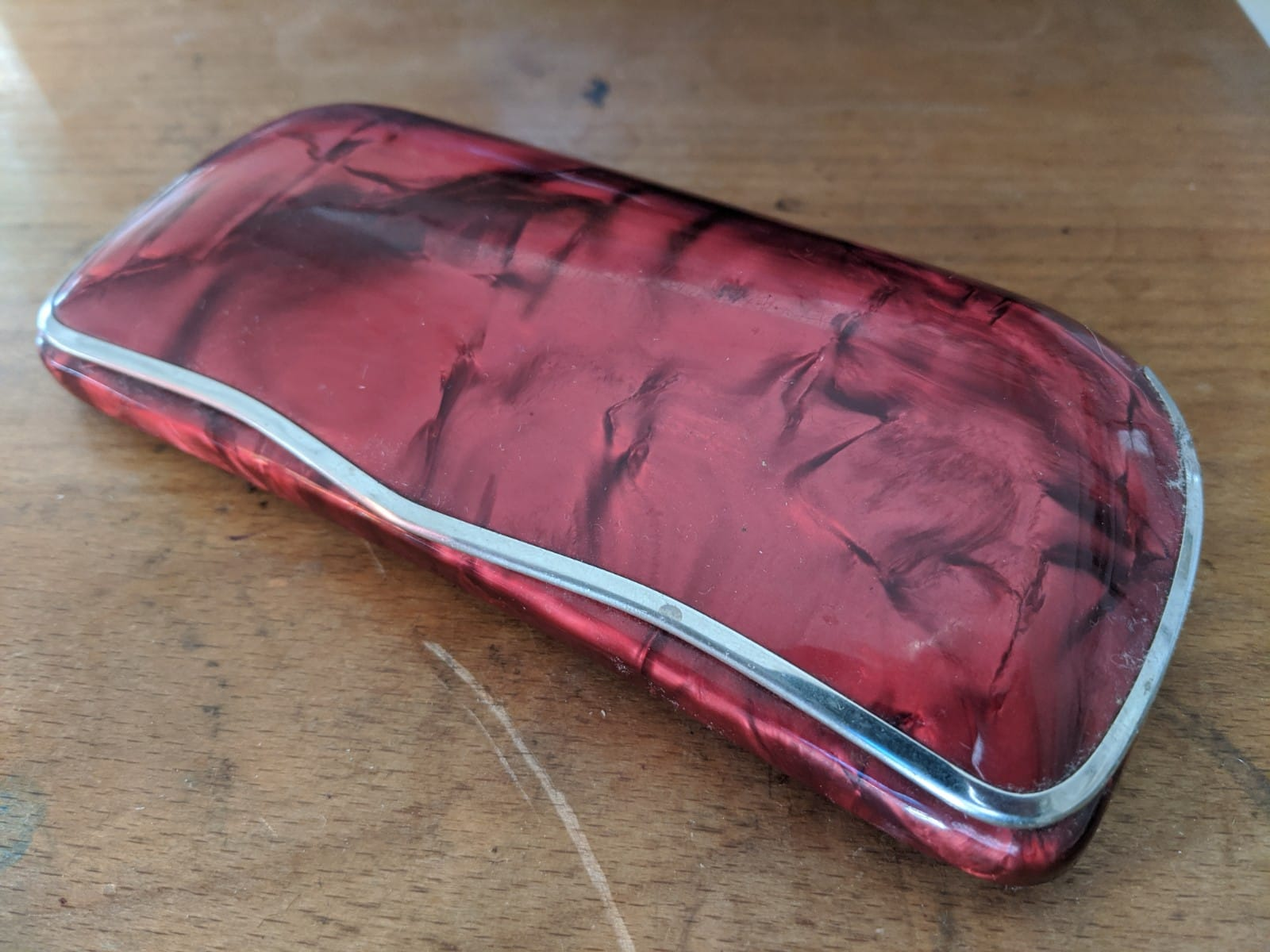
Mit Fischsilber gestaltetes Brillenetui

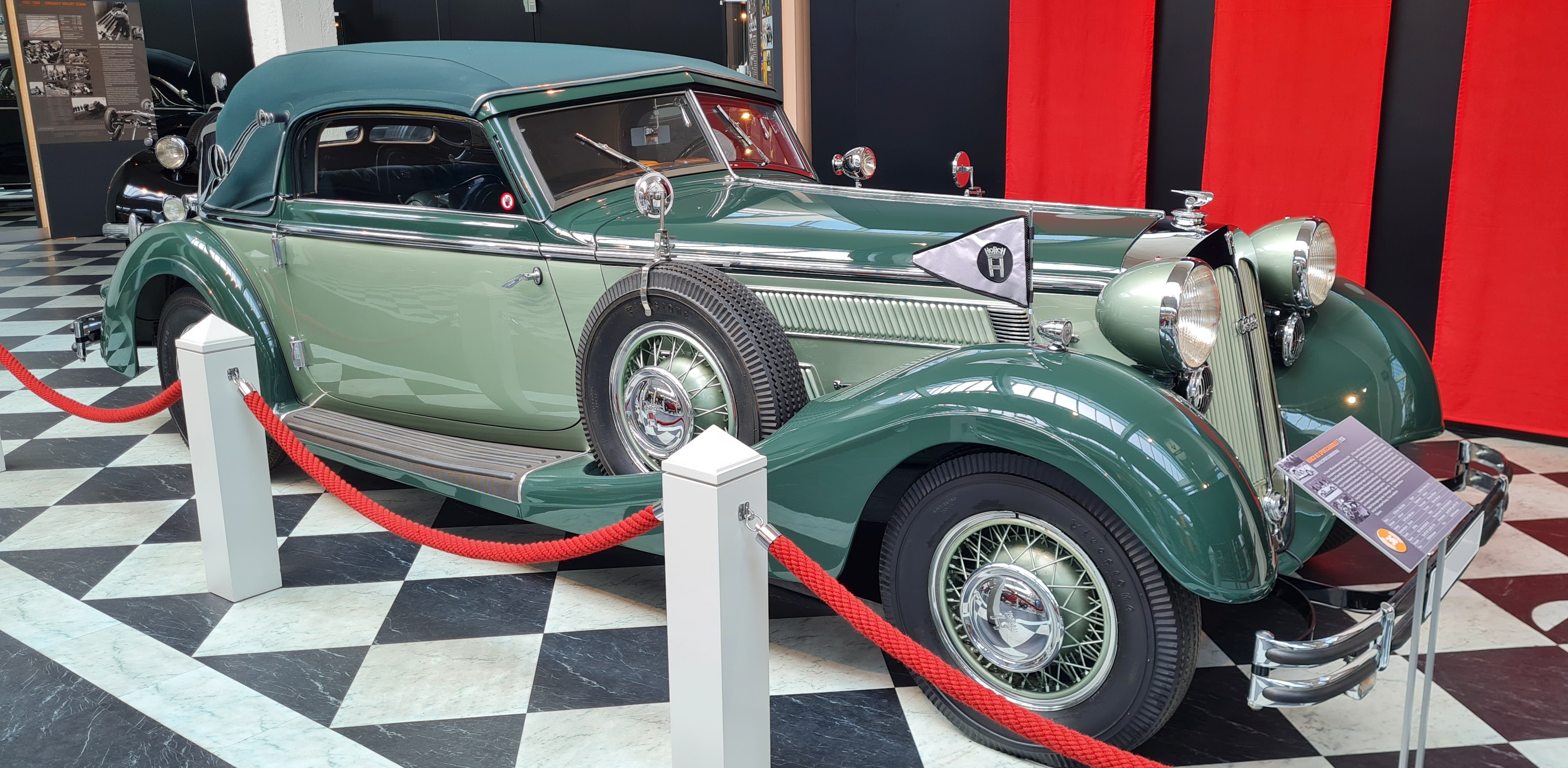
Horch 853 Sportcabriolet (1936) mit Zweifarb-Lackierung mit Fischsilber

Fischsilber auch Silberglanz oder Perlmutteressenz, Perlenessenz, Essence d'Orient, ist ein zu Dekorationszwecken aus den Schuppen von Weißfischen (Ukelei) gewonnenes Effektpigment von silbrig schillernder Färbung. Es gilt als ältestes bekanntes Perlglanzpigment. Erstmals soll die Substanz von dem französischen Rosenkranzhersteller Jacquin um 1655 hergestellt worden sein, das Verfahren wurde dann später von Réaumur verbessert, die industrielle Produktion begann 1910 in Nordamerika.
Fischsilber besteht im Wesentlichen aus mikroskopischen Kristallen von Hypoxanthin und Guanin mit Kalk. Es wird erhalten, indem man die silberglänzenden Schuppen von Weißfischen (Ukelei) mit Wasser zerreibt, bis sich der glänzende Belag der Schuppen rein am Boden absetzt. Dieser wird dann mit Ammoniak gewaschen. Zur Auswaschung von 0,5 kg Silberglanz sollen 18.000 bis 20.000 Fische erforderlich sein.
Verwendung findet das Pigment in der Malerei, die Verzierung von Brillenetuis oder mit etwas Gelatinelösung gemischt zur Herstellung von mit Wachs ausgegossenen Glasperlen (Imitationsperlen). Es wird als Pigment in Kosmetika eingesetzt, beispielsweise für Lidschatten, Lippenstifte und Nagellacke (Perllacke).